# Kruiswegstatie De Kruisafneming

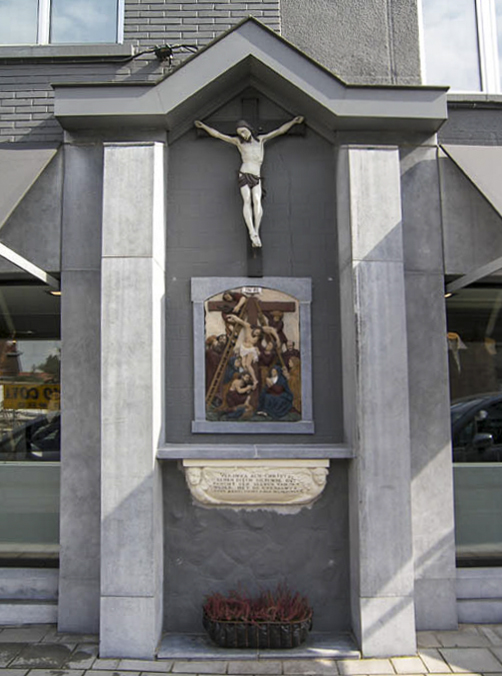
Kruiswegstatie

De Kruiswegstatie De Kruisafneming is een historisch monument in de West-Vlaamse plaats Ardooie, gelegen aan Stationsstraat 22.

## Geschiedenis
In 1624 werd een ommegang in Ardooie gerealiseerd door pastoor Philips Carel Van Innis. Deze bestond uit 20 kruiswegstaties welke via een bepaalde route in en om het dorp gelegen waren. De ommegang begon en eindigde in de parochiekerk en de afstanden tot de staties kwamen overeen met de afstanden zoals men die in de 17e eeuw dacht dat ze in Jeruzalem geweest waren. In 1627 maakte de pastoor gewag van een Omgangh ende Beevaert in den welcken de Mysterien van het lyden Christi … vertooght wierden in kleyne Beeldekens die nu all' in schoone Capellekens, Pyramiden ende andersins verheven worden. Een en ander kwam voort uit de contrareformatie, welke een nieuw religieus besef bij de katholieken moest teweegbrengen. De ommegang trok veel bedevaarders aan.
Eind 18e eeuw, tijdens de Franse tijd, raakte de ommegang in verval. Staties verdwenen en in 1889 werd de kerk vergroot, waarbij de 20e en laatste stage, die zich in de kerk bevond, werd verplaatst naar de pastorietuin, waar hij uiteindelijk verdween.
De huidige nog aanwezige statie is samengesteld uit de beeltenis van de 19e statie, de Kruisafneming, waarvan het kapelletje in 1865 nog werd verplaatst, vanwege wegverbreding, naar de huidige plaats. De console is afkomstig van een andere statie ('Veronica droogt het aangezicht van Jezus af). De tekst op de console luidt dan ook: Veronica aen Christus eenen doech biedende ontfangt denselven van hem weder met de ghedaente syns aenschyns daer in ghedrvckt. De statie is ingewerkt in de gevel van een winkelpand.